# Diazole
Als Diazole werden heterocyclische aromatische Verbindungen mit der Formel C3H4N2 bezeichnet, welche einen fünfatomigen Ring mit drei Kohlenstoff- und zwei Stickstoff-Atomen enthalten. Es existieren zwei Isomere, die vor allem unter ihren Trivialnamen bekannt sind.

Pyrazol (1,2-Diazol)
Imidazol (1,3-Diazol)